# President de Tanzània
El president de la República Unida de Tanzània (suahili: Rais wa Jamhuri ya Muungano wa Tanzania) és el cap d'Estat i el cap de govern de Tanzània. El president dirigeix el poder executiu del Govern de Tanzània i és el comandant en cap de les forces armades.
El càrrec va ser creat en 1964 amb la unió de Tanganica i Zanzíbar. El càrrec de President de Tanzània va substituir al de President de Tanganika i el càrrec de Vicepresident al de President de Zanzíbar, exercint tots dos càrrecs el Vicepresident. El president és triat per l'Assemblea Nacional per a un mandat de cinc anys. La residència oficial del president és Ikulu.
Després de la mort de John Magufuli, el 17 de març de 2021, la vice presidenta Samia Suluhu va s'encarregar el seu càrrec does dies més tard. És la primer presidenta de Tanzània.

## Llista de presidents
| Nº | Nom               | Foto | Inici                  | Fi                     | Duració          | Partit                                                                                        |
| -- | ----------------- | ---- | ---------------------- | ---------------------- | ---------------- | --------------------------------------------------------------------------------------------- |
| 1  | Julius Nyerere    |      | 29 d'octubre de 1964   | 5 de novembre de 1985  | 21 anys, 4 dies  | Unió Nacional Africana de Tanganyika (TANU) (1964–1977) Chama Cha Mapinduzi (CCM) (1977–1985) |
| 2  | Ali Hassan Mwinyi |      | 5 de novembre de 1985  | 23 de novembre de 1995 | 10 anys, 18 dies | Chama Cha Mapinduzi (CCM)                                                                     |
| 3  | Benjamin Mkapa    |      | 23 de novembre de 1995 | 21 de desembre de 2005 | 10 anys, 28 dies | Chama Cha Mapinduzi (CCM)                                                                     |
| 4  | Jakaya Kikwete    |      | 21 de desembre de 2005 | 5 de novembre de 2015  | 9 anys, 319 dies | Chama Cha Mapinduzi (CCM)                                                                     |
| 5  | John Magufuli     |      | 5 de novembre de 2015  | 17 de març de 2021     | 5 anys, 132 dies | Chama Cha Mapinduzi (CCM)                                                                     |
| 6  | Samia Suluhu      |      | 19 de març de 2021     | Actual                 |                  | Chama Cha Mapinduzi (CCM)                                                                     |